# Akemi Kanda
Pour les articles homonymes, voir Kanda.
Akemi Kanda (神田朱未, Kanda Akemi, née le 10 novembre 1978 à Nagoya, au Japon) est une seiyū (doubleuse d'anime), ayant débuté en 2000. Elle a participé en tant que doubleuse à une centaine de séries anime, et à une soixantaine de jeux vidéo. Elle a aussi fait partie des groupes musicaux Drops en 2004 et Aice5 de 2005 à 2007.

## Rôles
- Aero dans Mega Man Legends 3 (jeu vidéo)
- Doujima Nanako dans Persona 4 (jeu vidéo)
- Ryō Fujibayashi dans Clannad
- Sarah Sacredheart dans Dragon Shadow Spell (jeu vidéo)
- Iceman dans Mega Man Powered Up (jeu vidéo)
- Mio Amakura dans Fatal Frame II (video game)
- Asuna Kagurazaka dans Mahou Sensei Negima et Negima!?
- Kana Suōin dans Otome wa Boku ni Koishiteru
- Mawata Awayuki dans Prétear
- Arikuimi (Anteaterina) dans Princess Tutu
- Hiromi Kurama dans Elfen lied
- Makihara Yukiko dans Tokimeki Memorial 3 ~Yakusoku no, Ano Bashou de~
- Nana dans Mega Man X: Command Mission
- Sakura Nina dans Ultra Maniac
- Rihoko Amaha (Riko) dans Witchblade
- Kazuki Arisaka dans Tona-Gura!
- Mashiro Kuna dans Bleach
- Melody dans Rune Factory Frontier
- Meme Kamiyama dans Kamisama Kazoku
- Emily dans Thomas et ses amis
- Laila Seiren dans Juushin Enbu-Hero Tales
- Hazuki Oikawa dans Moyashimon
- Hazuki Oikawa dans Moyashimon Returns
- Huepow dans Klonoa (jeu vidéo)
- Lulu de Morcerf dans Shugo Chara!! Doki-
- Heidi dans Yakitate!! Japan
- Wakaba Tsukishima dans Cross Game
- Nanami Kiri dans Maria Holic
- Sakura Nina Grow dans Yuji number 3-yuji shouchi the movie
- Sonshoukou Gerbera dans SD Gundam Sangokuden Brave Battle Warriors
- Amaneka Machbuster dans Akatsuki no Amaneka to Aoi Kyojin
- Kozue Tanabe dans Shinryaku! Ika Musume
- Kozue Tanabe dans Shinryaku!? Ika Musume
- Chikako Awara dans GA Geijutsuka Art Design Class
- Lian Shi dans Dynasty Warriors 7 (jeu vidéo)
- Azusa Suma dans Zettai Shougeki : Platonic Heart
- Yuuko dans AKB0048
- Czeslaw Meyer dans Baccano!